# La Ronde-Haye

La Ronde-Haye este o comună în departamentul Manche, Franța. În 1 ianuarie 2018 avea o populație de 346 de locuitori.